# Polski Fundusz Stabilizacyjny
Polski Fundusz Stabilizacyjny – fundusz stabilizacji wymienialności złotego, utworzony przez osiemnaście państw 1 stycznia 1990 r., na podstawie porozumienie ramowego (Memorandum of Understanding – MOU) z 28 grudnia 1989 r., obowiązujący początkowo przez jeden rok. Ogólna kwota wkładów wyniosła 1.017.964.721,25 USD, a poszczególne udziały zostały wniesione w formie:
- darowizn (USA, Wielka Brytania, Austria, Australia, Turcja, Finlandia, Islandia) – w sumie ok. 35%,
- pożyczek oprocentowanych (Włochy, Dania, Luksemburg, Hiszpania, Szwajcaria),
- pożyczek nieoprocentowanych (Kanada, Szwecja, Norwegia),
- linii kredytowych (Francja, Niemcy),
- kredytu towarowego (Japonia).

Indywidualne wkłady państw członkowskich do Polskiego Funduszu Stabilizacyjnego
| Kraj                   | Typ wkładu i przeznaczenie | Wartość wkładu                                                | Udział w funduszu (%) |
| ---------------------- | --- | ------------------------------------------------------------- | --------------------- |
| Australia              | Grant. Dochody i darowizny przekazane po wygaśnięciu PFS na Trust Account otwarty w Polsce. Po wygaśnięciu należy uzgodnić cele, na jakie miałby być przeznaczony.                                                         | 1.000.000.00 USD                                              | 0,130                 |
| Austria                | Grant. Dochody co miesiąc wykorzystane przez NBP na cele PFS. Po wygaśnięciu darowizna miała być przeznaczona na wzmocnienie polskich rezerw dewizowych i wiarygodności kredytowej.                                        | 20.000.000,00 USD (równowartość 236,3 mln ATS)                | 2,604                 |
| Dania                  | Pożyczka 3% p.a.; po wygaśnięciu zwrot wkładu. Należało uzgodnić cele, na jakie miały być przeznaczone kwoty pozostałe po zapłaceniu odsetek.                                                                              | 8.309.788,93 USD (równowartość 50 mln DKK)                    | 1,082                 |
| Finlandia              | Grant. Po wygaśnięciu należało uzgodnić cele, na jakie miała być przeznaczona darowizna i dochody. | 5.390.835,58 USD (równowartość 20 mln FIM)                    | 0,702                 |
| Francja                | Linia kredytowa 2% p.a.; wkład postawiony do dyspozycji w wyznaczonym banku w kraju macierzystym. | 100.000.000,00 USD (równowartość w FRF)                       | 0,000                 |
| Hiszpania              | Pożyczka 8%. Po wygaśnięciu należało spłacić całą kwotę w jednej racie, brak ustaleń co do dysponowania dochodami. | 14.000.000,00 USD                                             | 1,823                 |
| Islandia               | Grant. Po wygaśnięciu należało uzgodnić cele, na jakie miała być przeznaczona darowizna i dochody. | 500.000,00 USD                                                | 0,065                 |
| Japonia                | Kredyt finansowy 2,9% p.a.; spłata kapitału w 25 półrocznych ratach – 7 lat karencji; brak ustaleń co do dochodów i wkładu po wygaśnięciu PFS.                                                                             | 146.420.896,72 USD (równowartość 21.391.500.000,00 JPY)       | 19,066                |
| Kanada                 | Pożyczka nieoprocentowana; dochody mogły być wykorzystane po uzgodnieniu ze stroną kanadyjską. | 25.000.000,00 USD                                             | 3,255                 |
| Luksemburg             | Grant. Dochody i darowizny przekazane po wygaśnięciu PFS na Trust Account otwarty w Polsce. Po wygaśnięciu należy uzgodnić cele, na jakie miałby być przeznaczony.                                                         | 1.000.000.00 USD (równowartość 36 mln franków luksemburskich) | 0,130                 |
| Niemcy                 | Linia kredytowa 3% p.a.; wkład postawiony do dyspozycji w wyznaczonym banku w kraju macierzystym. | 250.000.000.00 USD (równowartość 421.550.000,00 DEM)          | 0,000                 |
| Norwegia               | Grant. Dochody i darowizny przekazane po wygaśnięciu PFS na Trust Account otwarty w Polsce. Po wygaśnięciu należy uzgodnić cele, na jakie miałby być przeznaczony.                                                         | 5.751.850,00 USD                                              | 0,748                 |
| Szwecja                | Pożyczka nieoprocentowana. Dochody mogły być wykorzystane po uzgodnieniu ze stroną szwedzką zwrot wkładu po wygaśnięciu PFS.                                                                                               | 10.701.350,02 USD                                             | 1,393                 |
| Szwajcaria             | Kredyt finansowy 16% p. a. (LIBOR 12-miesięczny); brak ustaleń co do dochodów. Całość z odsetkami za 1992 r. do spłacenia 2 stycznia 1993 r.                                                                               | 30.000.000.00 USD                                             | 3,906                 |
| Turcja                 | Grant. Brak umowy. | 750.000.00 USD                                                | 0,097                 |
| USA                    | Grant. Dochody mogły być wykorzystane co miesiąc. Wykorzystanie wkładu i dochodów do uzgodnienia przez obie strony po wygaśnięciu PFS.                                                                                     | 199.140.000,00 USD                                            | 25,930                |
| Wielka Brytania        | Grant. Wkład i dochody po wygaśnięciu mogły być wykorzystane po uzgodnieniu ze stroną angielską. Konwersja na funty szterlingi zdeponowane na koncie otwartym w Crown Agents for Overseas Governments and Administrations. | 100.000.000,00 USD                                            | 13,021                |
| Włochy                 | Kredyt finansowy 2% p.a.; kwota pożyczki zwrócona wraz z dochodami na rachunek Ufficio Italiano dei Combi. | 100.000.000,00 USD                                            | 13,021                |
| Ogółem na Fund Account | bez niewykorzystanych linii kredytowych Niemiec i Francji | 667.964.721,25 USD                                            | 73,957                |
| Ogółem PFS             | | 1.017.964.721,25 USD                                          | 100,000               |

Fundusz przestał funkcjonować 4 stycznia 1993 r., pozostawiając na dwóch rachunkach niewykorzystane kwoty:

– 667.964.721,25 USD (wkłady 16 państw) – Fund Account,

– 90.777.872,45 USD (dochody) Investment Earnings Account.
Z rachunku Found Account 348.209.952,33 USD przekazano na Fundusz Prywatyzacji Banków Polskich, 20.000.000,00 USD wpłacono na rachunek nostro NBP w FRBNY, a pozostałą część środków w kwocie 299.754.768,92 USD, zwrócono państwom, do których należały poszczególne wkłady.

Ze środków znajdujących się na rachunku Investment Earnings Account 2.432.416,67 USD przeznaczono na spłatę odsetek należnych Szwajcarii i Hiszpanii, kwota 1.607.465,45 USD została przekazana na Fundusz Prywatyzacji Banków Polskich, na rachunek nostro NBP w FRBNY przelano 44.731.120,92 USD, natomiast pozostałą kwotę 42.006.869,41 USD zwrócono krajom, do których należały odpowiednie wkłady.